# Shinsei toire no Hanako-san
Shinsei toire no Hanako-san (新生 トイレの花子さん? lett. "La rinascita di Hanako della toilette") è un film del 1998 diretto da Yukihiko Tsutsumi.
Il soggetto è ispirato alla leggenda metropolitana giapponese di Hanako-san.

## Trama
Appena iscritte nella nuova scuola, Satomi Kurahashi e Kanae Sawaguchi vengono a conoscenza dell'inquitante tradizione soprannaturale dell'istituto scoprendo che, undici anni prima del loro arrivo, una ragazza di nome Hanako fu uccisa nel bagno femminile del secondo piano. In quello stesso anno anche la sorella maggiore di Satomi, Kaori, scomparve senza lasciare traccia. Quando la stessa Kurahashi visita il bagno e una visione la fa crollare a terra svenuta, l'intera scuola è terrorizzata dalla possibilità che si verifichi un nuovo omicidio. Prima che ciò accada alcune ragazze, tra tutte Etsuko Mamiya, impegnate nello sforzo di cercare di mettere fine alle morti, rompono il sigillo del piccolo santuario shintoista nel cortile della scuola, al cui interno era contenuta una bambola misteriosa, probabile responsabile dell'omicidio di Hanako e di Kaori Kurahashi.
Tuttavia, la bambola diventa l'anfitrione per lo spirito che risiedeva nel bagno, potendo così ritornare ad agire anche al di fuori di esso. Dopo che l'insegnante Yabe rimane ferito e traumatizzato da un incontro ravvicinato con la bambola posseduta, una nuova insegnante, Reiko Kashima viene chiamata a sostituirlo. Ella in realtà è una potente esorcista, che aveva riportato a uno stato di calma la scuola dopo i fatti di undici anni prima. Kashima, Kurahashi e Sawaguchi, insieme a Kōsuke Kashiwagi, anch'egli dotato di poteri esoterici, scoprono che in realtà lo spirito maligno che si è impossessato della bambola non è il fantasma di Hanako, come esso voleva far credere, ma una semplice entità maligna il cui scopo è portare nel mondo delle tenebre le sue vittime, utilizzando stratagemmi quali allucinazioni o prendendo le sembianze di persone care, come Kaori Kurahashi nel caso di Satomi. Grazie ai propri poteri, Kashima e Kashiwagi riusciranno a risigillare lo spirito all'interno del santuario e a salvare Mamiya, la quale era stata precedentemente presa in ostaggio dal demone.